# 18498 Сезаро
18498 Сезаро (18498 Cesaro) — астероїд головного поясу, відкритий 22 червня 1996 року.
Тіссеранів параметр щодо Юпітера — 3,593.